# Yucca schottii
Yucca schottii är en sparrisväxtart som beskrevs av Georg George Engelmann. Yucca schottii ingår i släktet palmliljor, och familjen sparrisväxter. Inga underarter finns listade i Catalogue of Life.

## Bildgalleri

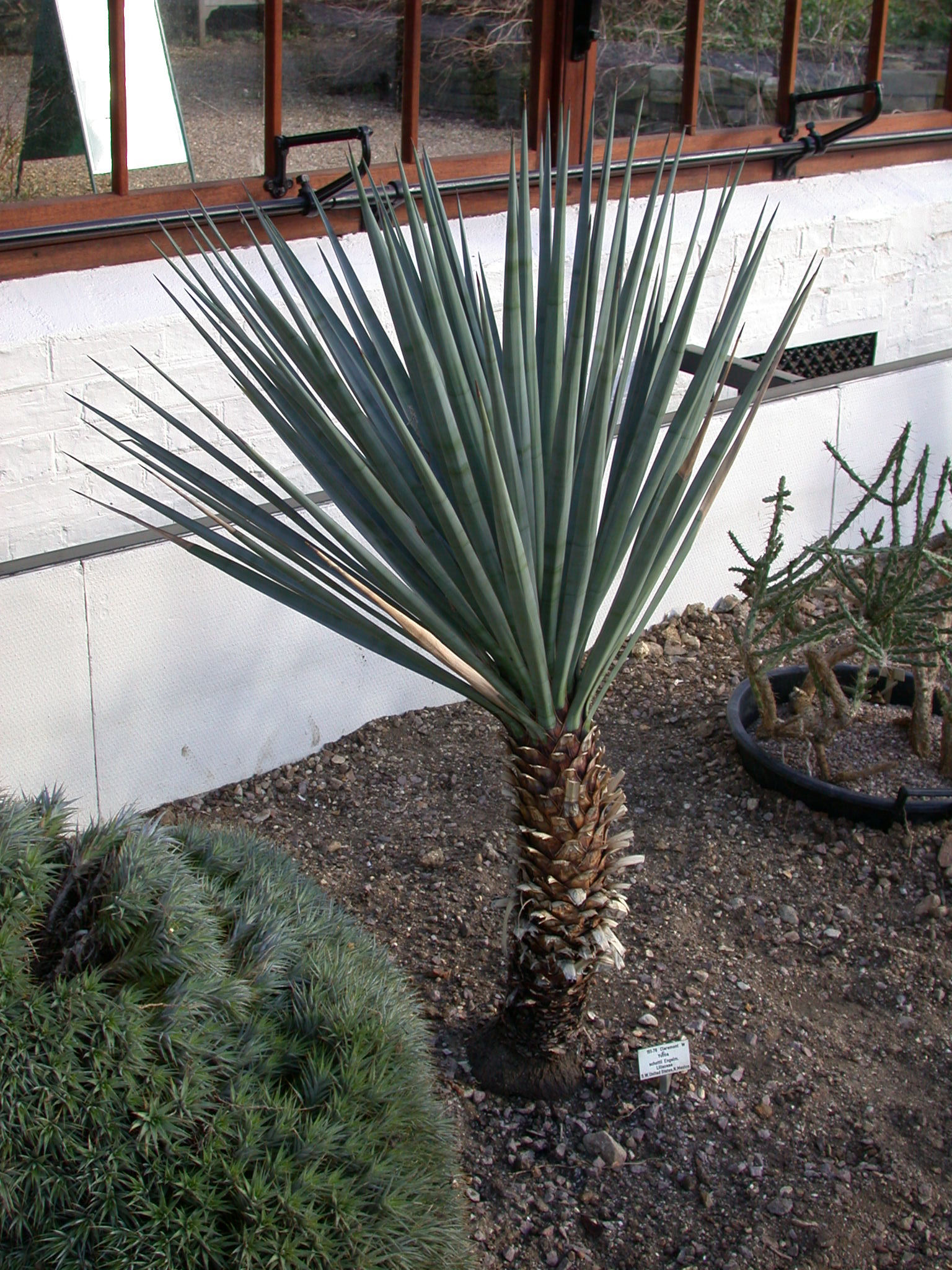